# Walter Leu
Walter Leu (* 15. Oktober, 13. Oktober oder 5. Oktober 1908 in Hamburg; † 5. April 1944 in Berlin-Moabit) war ein deutscher kommunistischer Widerstandskämpfer gegen den Nationalsozialismus und NS-Opfer.

## Leben
Leu entstammte einer Hamburger Arbeiterfamilie. Nach dem Besuch der Volksschule erlernte er den Beruf des Maschinenschlossers. Schon als junger Mann beteiligte er sich am Leben des Kommunistischen Jugendverbandes Deutschlands (KJVD) und trieb Sport im Arbeitersportverein Fichte (ASV). 1929 trat er in die Kommunistische Partei Deutschlands (KPD) ein und schloss sich auch der Roten Hilfe Deutschlands (RHD) an. 1931 besuchte er die Reichsparteischule der KPD und rückte damit in die Kategorie der Parteimitglieder auf, denen eine leitende Funktion übertragen wurde. Er wurde Betriebszelleninstrukteur in Hamburg-Rothenburgsort.
Nach der Machtergreifung der NSDAP wurde er 1934 von der Gestapo in „Schutzhaft“ genommen und von einem Gericht wegen „Vorbereitung zum Hochverrat“ zu einer Gefängnisstrafe von einem Jahr und mehreren Monaten verurteilt. Nach seiner Entlassung war er weiter illegal antifaschistisch tätig. Mit dem Beginn des Zweiten Weltkrieges schloss er sich der Widerstandsgruppe „Bästlein-Jacob-Abshagen“ an, die sich für die Unterstützung ausländischer Zwangsarbeiter einsetzte. Als diese Gruppe zerschlagen wurde, ging er 1940 nach Berlin, wohnte jedoch in der Brunhildenstraße 40 in Bernau. Hier beteiligte er sich an der Widerstandsgruppe „Saefkow-Jacob-Bästlein“, die sich dort nach der Zerstörung des Hamburger Widerstandsnetzes neu formierte. Anton Saefkow versuchte hier, die Berliner Bezirksleitung der KPD neu aufzubauen und die Widerstandsorganisation neu zu formieren. Dabei half ihm u. a. auch Walter Leu.
Als die Gestapo die Arbeit der Gruppe durch Verrat aufdecken konnte, gehörte Leu zu den 280 Personen, die im Juli 1944 inhaftiert und in Gefängnissen und Konzentrationslagern ermordet wurden. Walter Leu kam am 5. April, nach anderen Angaben am 9. April 1944 im Untersuchungsgefängnis von Berlin-Moabit ums Leben.
Walter Leu war verheiratet mit Lisbeth Leu.